# Мартін Бек
Мартін Бек (Martin Beck) — вигадана фігура, центральний персонаж декалогії шведських авторів Пера Вальо і Май Шевалль («Розанна», 1965 — «Терористи», 1975), комісар поліції (у перших двох книгах — старший помічник комісара), співробітник відділу з розслідування вбивств кримінальної поліції Стокгольма (очолює цей відділ, починаючи з п'ятого роману «Пропала пожежна машина»). У текстах романів, за винятком прямої мови, вкрай складно знайти згадування його або на ім'я, або на прізвище — тільки «Мартін Бек».

## Особистість Мартіна Бека
Служить у поліції з 21 року (вступив туди, щоб уникнути військової служби). Починав з рядового патрульного, через шість років вступив до поліційного училища, де вважався одним із кращих курсантів, потім кілька років пропрацював у поліції моралі. З 34 років працює у відділі з розслідування вбивств кримінальної поліції Стокгольма (в середині 1960-х років, після реформи органів внутрішніх справ Швеції, відділ був перетворений на Державну комісію з розслідування вбивств). Розглядаючи себе в дзеркало в останньому романі «Терористи», він бачить чорнявого стрункого чоловіка 49 років (насправді в 1974 році за хронологією серії йому повинно бути 52 роки), високого зросту, з худорлявим обличчям, широким лобом і випнутим підборіддям, без ознак сивини або лисини. На його ж власну думку, є похмурою, сором'язливою і досить нудною людиною з найзвичайнішою зовнішністю. Одягається більш ніж скромно і нагадує фермера, що загубився у столичній метушні.
За особистою історією, що простежується у всіх романах циклу, Бек — виходець з дрібнобуржуазного середовища, його досить рано померлий батько, веселий та життєрадісний чоловік, у молодості був будівельником, потім, у період кризи кінця 20-х-початку 30-х років — безробітним, з початку 40-х років володів невеликою фірмою, яка займалася дрібними вантажоперевезеннями, але розорився через кілька років. Мати комісара Бека жива протягом майже всієї декалогії (помирає після закінчення дії восьмого роману серії, «Замкнена кімната», бувши перед цим частково паралізованою протягом трьох років і в останній рік страждає старечим недоумством), але перебуває, за своїм власним вибором, у будинку пристарілих. Бек регулярно відвідує її, але назвати їх відносини теплими досить важко, хоча він неодноразово дорікає себе за нехтування стосовно неї.
Те ж саме можна сказати і про стан його подружжя (у них з дружиною Інґою двоє дітей — дочка Інґрід і син Рольф), що триває протягом перших п'яти романів. Мартін Бек мешкає з сім'єю у чотирикімнатній квартирі в стандартному панельному будинку в мікрорайоні стокгольмського передмістя Багармуссен. Він не квапиться додому після служби, а вихідні перетворюються для нього в сущу кару. Незважаючи на це, він підтримує досить довірливі й теплі стосунки з дочкою, розумною і самостійною дівчиною, яка в останніх книгах серії теж покинула сім'ю і вивчає соціологію в університеті, чого не можна сказати про стосунки з сином, на думку Бека, ледачим і непристосованим до життя юнаком. Разом з тим Бек — надійний друг: його давня дружба з Леннартом Кольбергом являє собою саме такий зразок стосунків. Стосунки з іншими співробітниками відділу дуже різноманітні, проте всі вони характеризуються деякою дистанцією і, разом з тим, повагою до кожного з них — і до особистості, і до професіоналізму. Бек демонструє цю повагу дуже тонко, іноді взагалі без будь-яких дій, на межі бекграунду. Майстерність створення таких літературних сцен — одна з найбільш сильних сторін авторів декалогії.
У проміжку після п'ятого роману серії, «Пропала пожежна машина», він іде з сім'ї і деякий час проживає один у двокімнатній квартирі в Гамластані, історичному центрі Стокгольма (офіційно розлучається з дружиною незадовго до початку дії сьомого роману, «Негідник з Сеффле»). У романі «Замкнена кімната» у ході розслідування він зустрічає таку собі Рею Нільссен, з якою у нього зав'язуються близькі та щирі стосунки. Вале і Шевалль, мабуть, малювали ці стосунки з самих себе, тому вийшло напрочуд реалістично і водночас зворушливо. Рея — власниця прибуткового будинку, у якому вона здає квартири (цей бізнес вона успадкувала від батька), однак встановлює з мешканцями щось на зразок комуни. Її очевидно ліві погляди, що являють собою суміш комуністичного і анархістського світогляду, видно ледь не з першої зустрічі, але вони знаходять відгук у душі Бека, хоча дані почуття майже не мають публічного виходу за межі звичайної поведінки: навпаки, Мартін Бек завжди уникає будь-яких розмов на політичні теми і дуже неохоче береться за справи, які на перший погляд мають хоча б найменший політичний підтекст (див., наприклад, «Людина, яка випарувалась» або «Поліція, поліція, картопляне пюре!»). Рея навіть вішає вдома портрет Мао, жартівливо дозволивши зняти його, якщо хтось буде робити репортаж «В гостях у комісара поліції».
У вільний від боротьби зі злочинністю і своїм невдалим шлюбом час Бек захоплюється морською тематикою — від читання літератури про військово-морські баталії, розглядування бойових кораблів і суден на рейді і знання морської термінології до складання моделей з готових наборів. Хобі є неявним і не займає багато часу, однак виражає і аналітичні, і ліричні сторони особистості комісара — особливо в порівнянні з характером його підлеглого, старшого помічника комісара поліції Ґунвальда Ларссона, колишнього військового моряка і штурмана торгового флоту, який розмірковує про морську службу як про важку роботу, не знаходячи там нічого особливо витонченого.
Мартін Бек — виходець з небагатих шарів суспільства, тому соціальні нотки в його поведінці зустрічаються на кожному кроці. Бек, хоча і майже не говорить про це вголос, вважає більшість злочинців, з якими йому доводиться стикатися, жертвами безжального капіталістичного суспільства, з чим, загалом, згодні певною мірою всі позитивні персонажі романів, і в першу чергу пацифіст Кольберґ. Більше того, до кінця серії (мабуть, відображаючи зростання радикалізму самих авторів) Мартін Бек все більше симпатизує не тільки безробітним або жертвам збігу обставин, але і явним маргіналам і антигромадським елементам (наприклад, Моніка в «Замкненій кімнаті», Каспер у «Вбивці поліціянтів» або Ребекка у «Терористах»).
Протягом перших романів декалогії Бек палить, часто більше ніж по дві пачки сигарет на день, позбавляючись від поганої звички тільки після важкого вогнепального поранення в романі «Негідник з Сеффле», а також через припинення випуску у Швеції сигарет його улюбленої марки «Флорида». Алкоголь вживає дуже помірно, переважно пиво, навіть відносно невелике сп'яніння приводить його в стан похмілля. В молодості відмічені проблеми з легенями, протягом всієї декалогії Бек зберігає дуже складні стосунки зі своїм шлунком, особливо після вживання кави, від якої він, проте, не може відмовитися (що, мабуть, є віддзеркаленням подібних проблем у самого Пера Валі). У нього спостерігаються періодичні проблеми з «морською хворобою» від подорожей майже будь-яким видом транспорту, включаючи автомобіль, якого він не має (на роботу і по місту він пересувається на громадському транспорті, переважно на метро і таксі).

## Професійні якості
Мартін Бек, на відміну від колишнього спецпризначенця Кольберґа і фізично дуже сильного Ларссона, зовсім не вміє битися і не володіє ніякими специфічними прийомами боротьби, але зберігає хорошу реакцію, що часто допомагає йому в складних ситуаціях. Мартін Бек намагається не користуватися без потреби табельною зброєю і рідко носить її з собою.
Дуже важко сказати, у чому полягає основний розшуковий професіоналізм комісара Бека. Проте абсолютно ясно, що без його інтуїції та вміння організувати, причому абсолютно без шуму і військових методів керівництва, командну роботу з розслідування вбивств, тканина романів не була б пов'язана в настільки приємний для сприйняття візерунок. Бек має масу позитивних професійних рис, але в його команді завжди є хтось, у кого якісь з цих рис розвинені сильніше. Це, наприклад, пам'ять Фредріка Меландера і творче моделювання ситуацій Леннартом Кольберґом, увага до дрібниць Ейнара Ренна і рішучість Ґунвальда Ларссона. Якщо говорити все ж про персональні навички та компетенції, то головними професійними якостями Мартіна Бека є заснований на інтуїції і спостережливості досвід, а також проста, але така необхідна наполегливість слідчого, який шукає крихти необхідної йому інформації.
Загалом, команда відділу з розслідування вбивств, очолювана Беком, складається зі звичайних людей, які мають цілком реальні недоліки і цілком звичайні навички поліційної роботи. Там немає ні «Джонів Вейнів», ні «Шерлоків Голмсів», і разом з тим, це дуже ефективна команда. У романах декалогії зовсім небагато стрільби, але досить характерів, вибраних із суто шведського побутового реалізму, який, втім, мало чим відрізняється від побутового реалізму інших країн Західної Європи 60-70-х років XX століття. І фігура Мартіна Бека, начисто позбавлена ореолу супермена, є, при всій неяскравості, однією з найпомітніших в європейській детективній літературі того періоду. Розслідування Мартіна Бека, що проводяться на тлі звичайних життєвих подій — це детективні історії не тільки для досвідченого в жанрі, але і для мудрого читача, що шукає в літературі сюжети, однаково привабливі і для голови, і для душі.

## Список романів з Мартіном Беком як головним героєм
1. «Розанна» (Roseanna, 1965)
2. «Людина, яка випарувалася» (Mannen som gick upp i rök, 1966)
3. «Чоловік на балконі» (Mannen på balkongen, 1967)
4. «Поліціянт, що сміється» (Den skrattande polisen, 1968; у російських перекладах відомий також як «Рейс на ешафот» і «В тупику»)
5. «Пропала пожежна машина» (Brandbilen som försvann, 1969)
6. «Поліція, поліція, картопляне пюре!»(Polis, polis, potatis gris!, 1970)
7. «Негідник з Сеффле» (Den vedervärdige mannen från Säffle, 1971)
8. «Замкнена кімната» (Det slutna rummet, 1972)
9. «Вбивця поліціянтів» (Polismördaren, 1974)
10. «Терористи» (Terroristerna, 1975)

## Екранізації
Мартін Бек також є героєм популярного шведського серіалу, сценарій якого був написаний Рольфом і Силлою Бьорліндами.